# Wedza

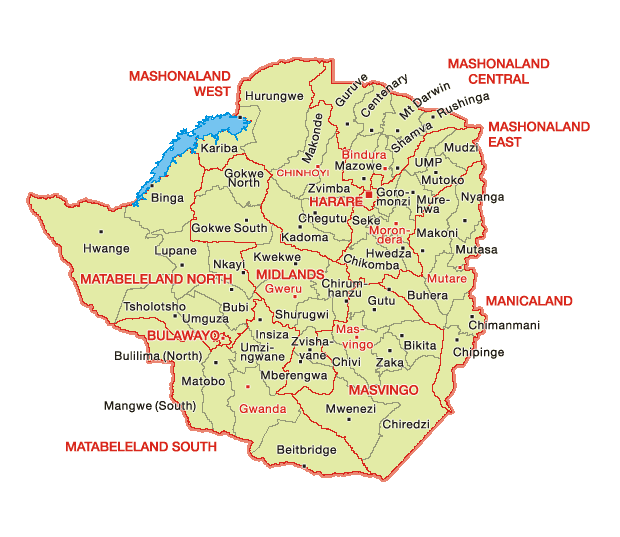
Distritos do Zimbábue

Wedza (também escrito Hwedza, que significa “lugar de riqueza”) é um distrito na província zimbabueana de Maxonalândia Oriental. Está localizado a sul de Marondera e a nordeste de Chikomba; faz fronteira a leste com o distrito de Makoni da província de Manicalândia.

A localidade com o mesmo nome, foi estabelecida em 1910 como um centro de mineração. 